# Bezirkskrankenhaus Kempten

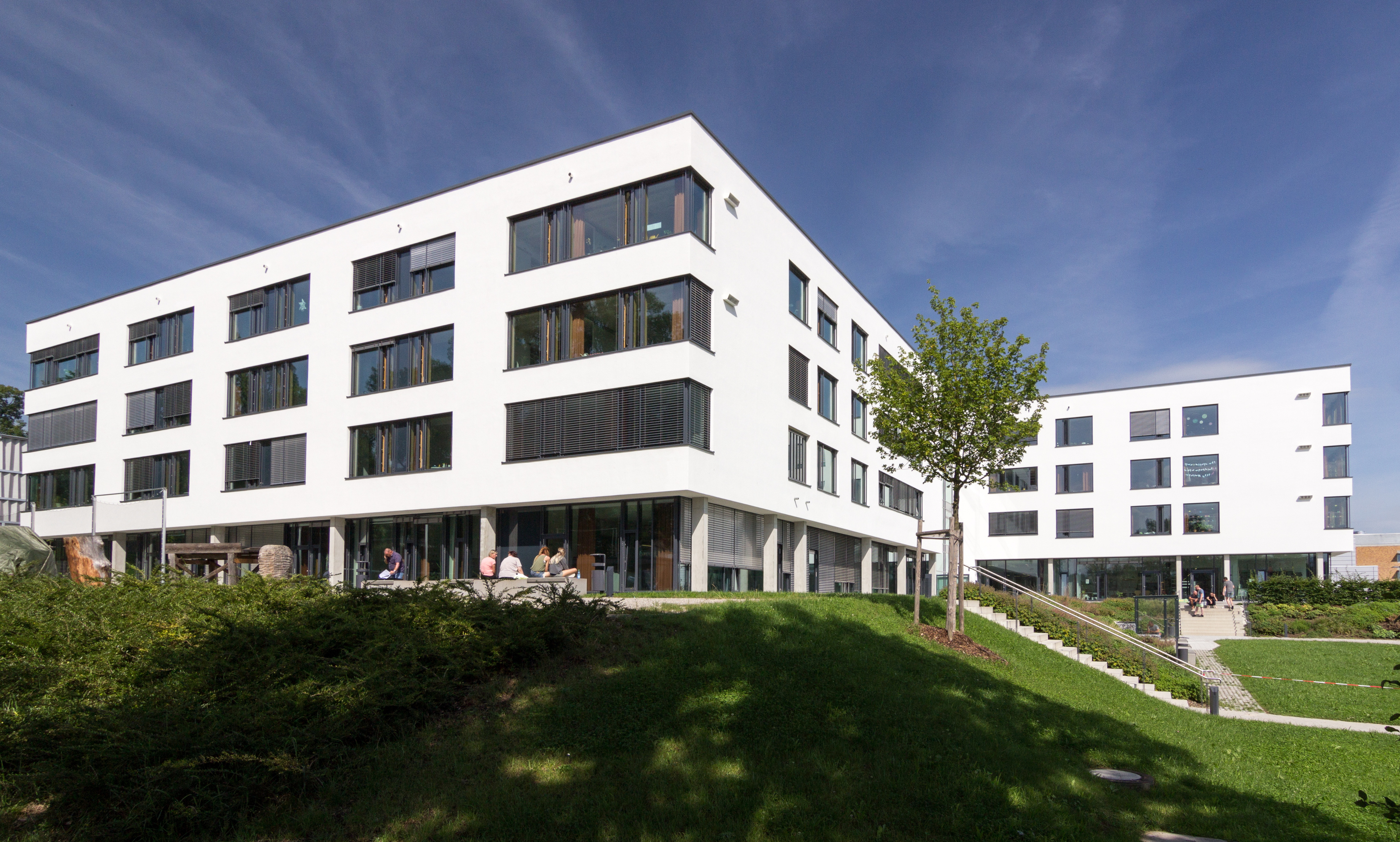
Das 2015 eingeweihte neue Bezirkskrankenhaus (2017)

Das Bezirkskrankenhaus Kempten ist eine Fachklinik für Psychiatrie, Psychotherapie und Psychosomatik in Kempten (Allgäu). Es befindet sich in direkter Nachbarschaft des Klinikums Kempten in der Trägerschaft der Bezirkskliniken Schwaben. Zu seinem Einzugsbereich zählen neben der Stadt Kempten der Landkreis Oberallgäu sowie der Landkreis Lindau.

## Geschichte
Die Einrichtung wurde 1986 eröffnet. Am 1. April 2011 wurde das Bezirkskrankenhaus ein Akademisches Lehrkrankenhaus der Universität Ulm.
Das Bezirkskrankenhaus im Freudental in der Innenstadt besaß 2015 zuletzt 87 Planbetten. Der Neubau des Bezirkskrankenhauses auf dem Gelände des Klinikums Kempten wurde am 23. Februar 2015 eröffnet. Er verfügt über 9500 Quadratmetern Fläche. Das ehemalige Gebäude des Bezirkskrankenhauses dient seit 2015 nach einem kurzen Umbau als Unterkunft für Eingereiste der Flüchtlingskrise. 

## Fachabteilungen
Das Bezirkskrankenhaus Kempten besitzt sechs Stationen: 
- zwei allgemein-psychiatrische und Abteilungen
- zwei alterspsychiatrische
- eine suchtmedizinische
- eine psychotherapeutische Abteilung.

## Weblink
- Offizielle Website des Bezirkskrankenhauses Kempten